# 2021 en arts plastiques
| Années des arts plastiques : 2018 - 2019 - 2020 - 2021 - 2022 - 2023 - 2024    |
| Décennies des arts plastiques : 1990 - 2000 - 2010 - 2020 - 2030 - 2040 - 2050 |

Cette page concerne l'année 2021 en arts plastiques

## Événements
- 14 janvier : Annonce, publiée dans Science Advances, de la découverte — en 2017 dans la grotte de Leang Tedongnge sur l'Île de Sulawesi en Indonésie — d'une peinture rupestre représentant un cochon verruqueux de Sulawesi[1] ; la peinture a été datée par Maxime Aubert, de l'université de Griffith (Australie), en analysant à l'uranium-thorium des échantillons de calcite qui s'étaient déposés dessus, qui amène à estimer son âge à au moins 45 500 ans, ce qui en ferait le plus vieil exemple d'art rupestre connu au monde[1].

## Décès
- 7 janvier : Guy Péqueux, peintre et lithographe français (° 18 juin 1942),
- 2 février : Jean-Paul Landais, peintre français (° 22 novembre 1950),
- 9  février : Rosemary Karuga, artiste pluridisciplinaire (peinture, sculpture...) kényane (° 19 juin 1928),
- 12 février : Urs Jaeggi, sociologue, écrivain et artiste visuel suisse (° 23 juin 1931),
- 4 mars : Carlo Maiolini, peintre, designer et décorateur français (° 1er juin 1940),
- 12 mars : Rafik El Kamel, peintre tunisien (° 4 juin 1944),
- 18 mars : Jean-Michel Sanejouand, peintre et sculpteur français (° 18 juillet 1934),
- 24 mars : Michel Kodjo, peintre ivoirien (° 1935),
- 13 avril : Walter Spitzer, peintre, lithographe et sculpteur français d'origine polonaise († 14 juin 1927),
- 14 avril : Bernard Martelet, peintre et graveur français (° 25 mai 1951),
- 29 avril : André Evrard, peintre et graveur suisse (° 1er avril 1936),
- 1er mai : Walter Strack, peintre et sculpteur franco-suisse (° 29 novembre 1936),
- 13 mai : Raymond Biaussat, peintre français (° 21 janvier 1932),
- 16 mai :
  - Michel Jouenne, peintre, illustrateur, lithographe et sculpteur français de l'École de Paris (° 25 janvier 1933),
  - Pierre Tritsch, peintre français (° 28 décembre 1929),
- 26 mai : Arturo Luz, peintre, graveur et sculpteur philippin (° 26 novembre 1926),
- 9 juin : Albert Dolmans, peintre néerlando-américain (° 20 novembre 1928),
- 14 juin :
  - Raymond Segré, comédien et peintre français (° 7 mars 1934),
  - Raphaël Thierry, plasticien, peintre et illustrateur français (° 4 avril 1972),
- 18 juin : Gérard Fromanger, peintre francais (° 6 septembre 1939),
- 2 août : Marie-Françoise de L'Espinay, peintre, dessinatrice et lithographe française (° 28 novembre 1927),
- 3 août : Đỗ Quang Em, peintre vietnamien († 1942),
- 8 août : Alexander Rojtburd, artiste et peintre soviétique puis ukrainien (° 14 octobre 1961),
- 12 août : Yigal Tumarkin, peintre et sculpteur israélien (° 23 octobre 1933),
- 16 août :
  - René Quéré, peintre, illustrateur, céramiste, peintre-verrier et enseignant français (° 26 mai 1932),
  - Marilynn Webb, peintre et graveuse néo-zélandaise (° 11 septembre 1937),
- 18 septembre : Anna Chromý, peintre et sculptrice tchécoslovaque puis tchèque (° 18 juillet 1940),
- 4 octobre : Vonick Laubreton, peintre français (° 20 mars 1937).
- 9 octobre : Pierre Pinoncelli, peintre et artiste comportemental français (° 15 avril 1929).
- 21 octobre : Jaber Al Mahjoub, peintre et sculpteur franco-tunisien (° 5 janvier 1938),
- 14 novembre : Etel Adnan, poète, écrivaine et artiste visuelle syro-franco-américano-libanaise (° 24 février 1925),
- 29 novembre : Jean Labellie, peintre français (° 18 juin 1920),
- 25 décembre : Olivier Pagès, historien de l'art, peintre, sculpteur et écrivain français (° 4 septembre 1925),
- 28 décembre : Francis Maugard, peintre, poète et médecin français (° 31 décembre 1931).